# MPlayer
MPlayer est un lecteur multimédia libre et open source distribué sous la licence publique générale GNU version 2, et connu pour prendre en charge un très grand nombre de formats vidéo et pour être disponible sous presque tous les systèmes d'exploitation. Il est accompagné de MEncoder, qui est à la fois un outil de transcodage et de montage audio et vidéo.
Ces deux logiciels sont manipulables en ligne de commande. Il existe néanmoins plusieurs interfaces graphiques pour toutes les plates-formes sur lesquelles MPlayer fonctionne.

## Histoire
Le développement de MPlayer a commencé en septembre 2000 par le Hongrois Árpád Gereöffy. Initialement nommé mpg12play (un lecteur de fichiers MPEG 1 et 2), puis fusionné avec avip (un lecteur de fichiers AVI), le projet a été rejoint par bien d'autres personnes et a considérablement progressé.
En 2003, Árpád Gereöffy a cédé la place à Alex Beregszászi pour développer MPlayer G2 (MPlayer seconde génération), projet actuellement stoppé.
En 2003/2004, la société Kiss est accusée d'avoir copié du code de MPlayer sans respecter les termes de la licence GPL.

## Utilisation
MPlayer étant exécuté en ligne de commande, le contrôle de la lecture s'effectue au moyen d'un clavier. 
Il peut aussi se faire par commande infrarouge, via LIRC. 
Par exemple, on peut changer de mode d'affichage (plein écran ou fenêtre) avec F, ou suspendre la lecture (pause) avec la barre espace, etc. 
Les fonctions de chaque touche sont paramétrables. 
Au démarrage, le programme affiche toutes les optimisations qu'il utilise, les codecs audio et vidéo, et la sortie vidéo qu'il va utiliser pour lire le fichier en entrée. 
Puis, tout au long de la lecture, une ligne d'état permet de connaître la position des têtes de lecture  sur les pistes audio et vidéo, leur décalage, la consommation du processeur, etc. 
MEncoder, le compagnon de MPlayer, est un logiciel de transcodage audio et vidéo. 
Il peut prendre en entrée les fichiers dont le format est reconnu et pris en charge par MPlayer, les coder dans d'autres formats ou leur appliquer toute sorte de modification. Par exemple, le divx 4 ou encore le libavcodec. Il ne s'agit pas d'une conversion d'un fichier (VOB/MPEG2) mais bien de l'encodage en DivX4 du titre entier.
MPlayer était initialement appelé "MPlayer - The Movie Player for Linux". 
Du fait du portage sur d'autres plates-formes, le nom a été raccourci en "MPlayer - The Movie Player".
Un plug-in pour firefox du nom de gecko-mplayer est disponible. Il permet l'intégration d'une visionneuse de MPlayer dans les navigateurs internet utilisant le moteur de rendu gecko sous Linux.

## Caractéristiques
Voici une liste non exhaustive de ce que prend en charge MPlayer :
- Médias physiques : CD, DVD, Video CD ;
- Conteneurs vidéo : 3gp, flv, AVI, ASF, Matroska, MPEG-4, NUT, OGM, QuickTime, RealMedia ;
- Codecs vidéo : 3ivx, flv, Cinepak, DivX, DV, H.263, H.264, HuffYUV, Indeo, MJPEG, MPEG-1, MPEG-2, MPEG-4, RealVideo, Sorenson, Theora, WMV, XviD, VP3, VP6, VP7 ;
- Codecs audio : AAC, AC3, ALAC, AMR, FLAC, MP3, Ogg, RealAudio, Shorten, Speex, Vorbis, WMA ;
- Entrées multimédias : entrées audio et vidéo, cartes radio (FM), TV et satellite (TV analogique, dvb-t, dvb-c, dvb-s).
- Sorties vidéo : X11, DirectX, Quartz Compositor, VESA, SDL, OpenGL mais aussi l'Art ASCII (avec aalib ou libcaca) ou Blinkenlights ;
- Sous-titres pris en charge : VobSub, Ogm, CC (closed caption), MicroDVD, SubRip, SubViewer, Sami, VPlayer, RT, SSA, PJS (Phoenix Japanimation Society), MPsub, AQTitle, JACOsub.

MPlayer est capable de convertir la plupart des sous-titres en différents formats, ainsi que d'extraire les sous-titres de DVD.
Il peut jouer plusieurs types de vidéo en streaming sur Internet et peut aussi les enregistrer dans un fichier.
Voici une liste non exhaustive des protocoles qu'il supporte :
- Streaming : HTTP, FTP, RTP, RTSP, MMS, MMST, MPST (netstream) ou encore SDP.

Ce logiciel peut être installé sur presque tous les systèmes d'exploitation (Linux, Unix, Windows, Mac OS X, IRIX etc.). Une adaptation à d'autres systèmes d'exploitation est possible du fait que les sources sont librement consultables et modifiables.
MPlayer est aussi réputé pour sa rapidité et sa consommation de processeur réduite par l'utilisation d'optimisations pour la plupart des processeurs.

## Logiciels apparentés
- Mplayer2,
- mpv,
- VLC media player.